# Главацька Марія Дмитрівна
Марія Дмитрівна Главацька (справжє прізвище — Главацька-Варченко; нар. 21 липня 1887 — пом. 27 листопада 1970, Одеса) — українська акторка; заслужена артистка України.

## Життєпис
Виступала у Одеському театрі робітничої молоді у 1932–1936 роках.
У 1936—1944 роках місце виступів — Донецький український музично-драматичний театр, Одеський ТЮГ 1944–1955 роки
Виконувала ролі у виставах:
- Катерина — «Катерина», однойменна опера Миколи Аркаса,
- Параска — «Сто тисяч», Івана Карпенка-Карого),
- Сваха — «Одруження» Миколи Гоголя.